# Berge, Prignitz
Berge är en kommun och ort i Landkreis Prignitz i förbundslandet Brandenburg i Tyskland.
Kommunen ingår i kommunalförbundet Amt Putlitz-Berge tillsammans med kommunerna Gülitz-Reetz, Pirow, Putlitz och Triglitz.